# Winter X Games XVIII
I Winter X Games XVIII sono stati la diciottesima edizione della manifestazione organizzata dalla ESPN, si sono svolti dal 23 al 26 gennaio 2014 ad Aspen, negli Stati Uniti d'America.

## Risultati

### Snowboard
| Evento | Evento          | Oro                | Argento        | Bronzo             |
| Uomini | Slopestyle      | Max Parrot         | Mark McMorris  | Ståle Sandbech     |
| Uomini | SuperPipe       | Danny Davis        | Louie Vito     | Greg Bretz         |
| Uomini | Big Air         | Max Parrot         | Yūki Kadono    | Ståle Sandbech     |
| Uomini | Snowboard cross | Nate Holland       | Alex Tuttle    | Konstantin Schad   |
| Donne  | Slopestyle      | Silje Norendal     | Jamie Anderson | Spencer O'Brien    |
| Donne  | SuperPipe       | Kelly Clark        | Chloe Kim      | Kaitlyn Farrington |
| Donne  | Snowboard cross | Lindsey Jacobellis | Eva Samková    | Helene Olafsen     |

### Freestyle
| Evento | Evento     | Oro            | Argento             | Bronzo          |
| Uomini | Slopestyle | Nick Goepper   | McRae Williams      | Andreas Håtveit |
| Uomini | SuperPipe  | David Wise     | Kevin Rolland       | Alex Ferreira   |
| Uomini | Big Air    | Henrik Harlaut | Vincent Gagnier     | Kai Mahler      |
| Donne  | Slopestyle | Kaya Turski    | Maggie Voisin       | Kim Lamarre     |
| Donne  | SuperPipe  | Maddie Bowman  | Rosalind Groenewoud | Marie Martinod  |

### Motoslitta
| Evento            | Oro            | Argento         | Bronzo         |
| Freestyle         | Colten Moore   | Joe Parsons     | Heath Frisby   |
| Long Jump         | Levi LaVallee  | Cory Davis      | Colten Moore   |
| SnoCross Adaptive | Mike Schultz   | Garrett Goodwin | Doug Henry     |
| SnoCross          | Tucker Hibbert | Kody Kamm       | Justin Broberg |

## Medagliere
| Pos.   | Paese       | Oro | Argento | Bronzo | Totale |
| ------ | ----------- | --- | ------- | ------ | ------ |
| 1      | Stati Uniti | 11  | 10      | 7      | 28     |
| 2      | Canada      | 3   | 3       | 2      | 8      |
| 3      | Norvegia    | 1   | 0       | 4      | 5      |
| 4      | Svezia      | 1   | 0       | 0      | 1      |
| 5      | Francia     | 0   | 1       | 1      | 3      |
| 6      | Rep. Ceca   | 0   | 1       | 0      | 1      |
| 6      | Giappone    | 0   | 1       | 0      | 1      |
| 8      | Germania    | 0   | 0       | 1      | 1      |
| 8      | Svizzera    | 0   | 0       | 1      | 1      |
| Totale | Totale      | 16  | 16      | 16     | 48     |